# Parafia św. Jakuba w Mechnicy
Parafia św. Jakuba w Mechnicy – parafia rzymskokatolicka należąca do dekanatu Koźle diecezji opolskiej w metropolii katowickiej. Kościół parafialny zbudowany w 1794, mieści się przy ulicy Młyńskiej 13. 

## Proboszczowie
| Lista proboszczów parafii św. Jakuba w Mechnicy |                         |
| Okres                                           | Proboszcz               |
| ?                                               | ks. Scholtz             |
| ?                                               | ks. Potyka              |
| ?                                               | ks. Kudelko             |
| ?                                               | ks. A. Szybaka          |
| ?                                               | ks. Schenk              |
| ?                                               | ks. Jan Garbas          |
| ? –1923                                         | ks. Wycisk              |
| 1923–1938                                       | ks. Johann Salzburg     |
| 1938–1960                                       | ks. Antoni Kuroczyk     |
| 1960–1977                                       | ks. Antoni Wawrzyński   |
| 1977–1990                                       | ks. dr Alfons Schubert  |
| 1990–                                           | ks. Rudolf Hubert Golec |

## Historia parafii
Początkowo mieszkańcy wsi, których źródła historyczne wymieniają w 1243 w dokumencie księcia opolskiego Mieszka II Otyłego, byli pod patronatem zakonu bożogrobców z Miechowa . W 1418 jak podają źródła historyczne kurii opolskiej, w Mechnicy istniał już kościół, a wierni przynależeli wówczas do archiprezbiteratu kozielskiego . Źródła parafialne podają z kolei, że kościół drewniany pod wezwaniem św. Jakuba Apostoła zbudowano później, bo w 1629. Następnie w XVIII wieku kościół drewniany po pożarze rozebrano, a na jego miejscu w 1794 zbudowano kościół murowany, obecnie w stylu późnobarokowym . 

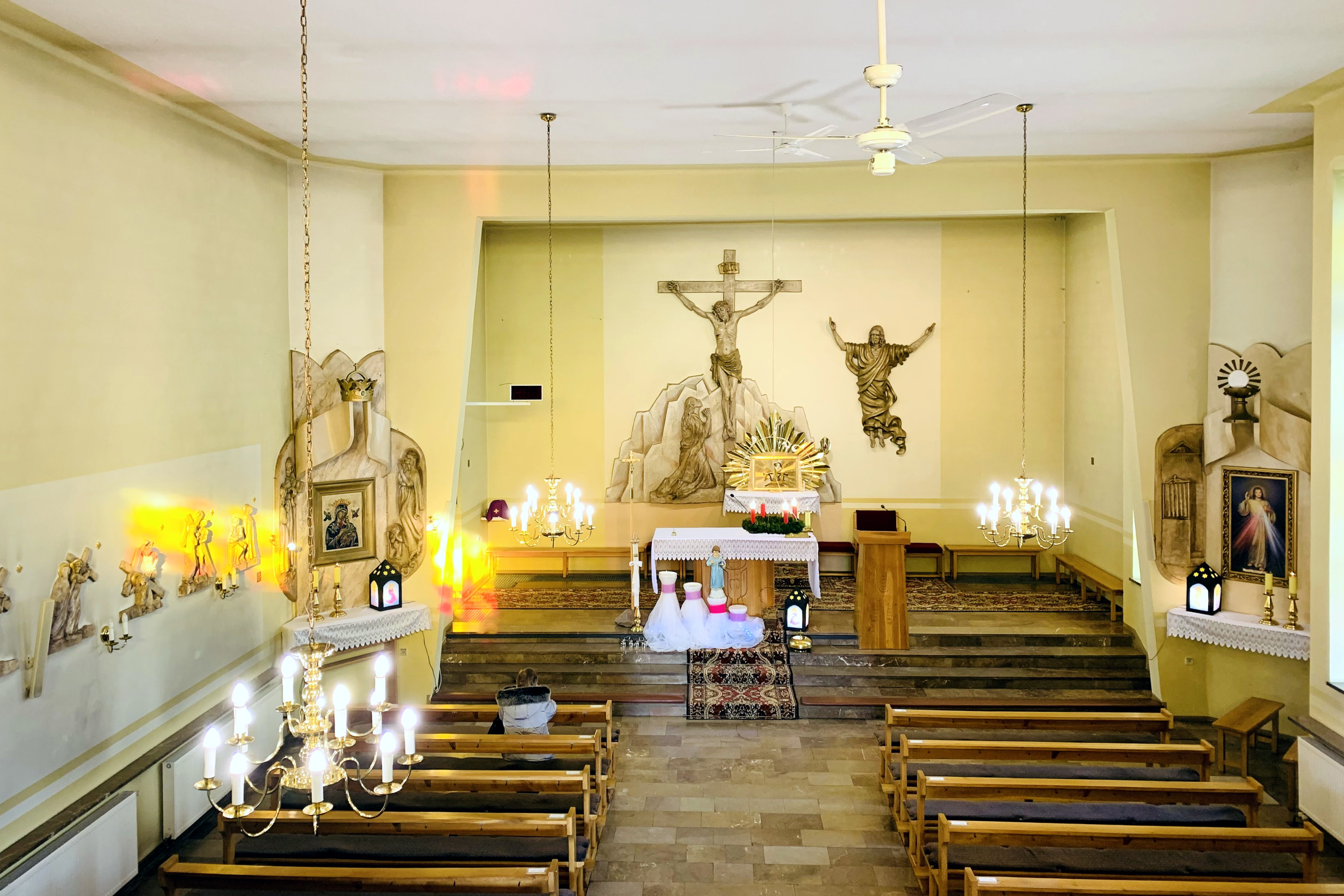
Wnętrze kościoła filialnego w Poborszowie

Stopniowo powiększająca się z upływem lat ludność wsi, była powodem starań o ustanowienie samodzielnej parafii, celem posługi duchowej. Warto dodać, że w obrębie parafii znajduje się wybudowany w latach 1989–1990, filialny kościół Marii Magdaleny w Poborszowie, poświęcony 7 października 1990 przez bp. Gerarda Kusza oraz kaplica św. Floriana z XIX wieku w pobliskiej Kamionce. Parafia liczy około 1200 wiernych .   

## Gazetka parafialna
Gazetka parafialna o nazwie „Co u nas nowego?” ukazuje się od marca 1994, początkowo jako miesięcznik, a obecnie tygodnik, w którym znajdują się m.in. informacje o tygodniowym porządku mszy świętych wraz z poleconymi intencjami oraz pozostałe informacje parafialne.

## Zasięg parafii
- Borki
- Kamionka
- Mechnica
- Poborszów

## Galeria
| - Kościół św. Jakuba w Mechnicy - Scena Kielich goryczy na murze okalającym kościół parafialny - Scena zmartwychwstania na murze okalającym kościół - Widok na chór w kościele - Nawa kościoła - Ołtarz boczny w kościele poświęcony Maryi - Ołtarz boczny w kościele poświęcony św. Józefowi - Ołtarz w kościele |